# Rouge de Chine
Rouge de Chine est une série de bande dessinée fantastique publiée entre 1991 et 1998 par les éditions Delcourt. Elle est scénarisée, dessinée et colorisée par Thierry Robin.

## Synopsis
Dans une Chine imaginaire, à une époque qui correspondrait à la fin des colonies britanniques, un jeune anglais, Henk, assisté de son fidèle démon serviteur Song, parcourt un pays en guerre. La rencontre avec Liu, la fille du Prince de Mandchourie, le fait basculer dans des aventures oniriques.
C'est une série romantique dans son sens le plus littéraire, munie d'une dimension épique très importante, entrecoupée de passages beaucoup plus poétiques ; le merveilleux a également une grande place, ainsi que l'exotisme pour le cadre pseudo-chinois. La série elle-même est axée sur l'amour entre Henk et Liu.

## Albums
- Tome 1 : Ville Dragon (1991)

Introduction aux contes qui sous-tendent la série : le combat du guerrier contre le dragon, et la chanson comptant les lieux à traverser pour aller à la princesse. Henk débarque à Chenshi Long, la ville Dragon, et y retrouve son père, qui négocie avec le Prince. Puis il rencontre Liu plusieurs fois. La révolte gronde.
- Tome 2 : Masques (1992)

Henk est parvenu au palais du Prince ; mais celui-ci est magique et Henk ne peut s'y repérer. Il erre en compagnie de deux acteurs de théâtre, et découvre l'illusion. Les démons font leur apparition.
- Tome 3 : Zhan Zheng (1994)

L'évasion de Henk et de Liu a achevé de déclarer la guerre, zhan zheng, entre Orient et Occident. Pendant que les démons se repaissent, les deux amoureux fuient vers Zhong Jin, la capitale. Ils font la connaissance d'un moine maître des illusions.
- Tome 4 : Chute (1996)

Henk et Liu fuient toujours, à présent dans les montagnes, aidés par le moine. Ils aspirent à la sérénité, mais les démons ne les laissent pas faire.
- Édition intégrale (1998)  (ISBN 2-84055-234-5)

## Éditeurs
- Delcourt (Collection Conquistador) : Tomes 1 à 4 (première édition des tomes 1 à 4).